# Azıx
Azıx (armeniska: Ազոխ, azerbajdzjanska: Azox) är en ort i Azerbajdzjan.   Den ligger i distriktet Xocavənd Rayonu, i den södra delen av landet, 260 kilometer väster om huvudstaden Baku. Azıx ligger 791 meter över havet och antalet invånare är 795.
Terrängen runt Azıx är lite bergig. Runt Azıx är det ganska glesbefolkat, med 25 invånare per kvadratkilometer.. Närmaste större samhälle är Müşkapat, 16,7 kilometer norr om Azıx. 
Trakten runt Azıx består till största delen av jordbruksmark.